# One Nation
One Nation è un doppio album inedito di Tupac Shakur con la collaborazione del supergruppo Boot Camp Clik e degli Outlawz con la partecipazione di rapper di entrambe le coste.
L'album era mirato a placare lo scontro tra Costa Est e Costa Ovest e a porre freno all' azione dei media. Durante giugno 1996 Tupac propose ai membri del supergruppo della Costa Est, Boot Camp Clik, con i quali aveva ottimi rapporti, e gli chiese di recarsi in California nella sua residenza per poter registrare un album assieme ad altri artisti sia della Costa Est che della Costa Ovest, essi accettarono e parteciparono fino alla fine della durata delle registrazioni primarie, dato che l'album era incompleto perché nel '97 dovevano terminare le sue registrazioni con nuovi featuring da parte dei Wu-Tang Clan, Pete Rock, DJ Quik e di E-40. Alle prime registrazioni parteciparono anche altri artisti tra cui gli Outlawz, Snoop Dogg, Danny Boy, Spice 1, Melle Mel e Big Daddy Kane.
La traccia Thug Luv con la partecipazione dei Bone Thugs-n-Harmony servì per riappacificare la Ruthless Records, a cui i Bone Thugs-n-Harmony erano assegnati, alla Death Row Records in precedenza rivale della Ruthless Records.
L'album venne registrato in sole due settimane e terminato poco prima che iniziassero le registrazioni per The Don Killuminati: The 7 Day Theory
anche se alcuni mix e alcuni feat come quello con alcuni membri dei Wu-Tang Clan dovevano essere fatti nel '97 prima di pubblicare l'album.
L'album avrebbe dovuto essere pubblicato agli inizi del 1997 su un'etichetta indipendente denominata Makaveli Records dello stesso Tupac, dato che una volta pubblicato The Don Killuminati egli sarebbe stato liberato dal suo contratto presso la Death Row Records mentre quest'ultima avrebbe fatto da tramite per la distribuzione, tuttavia a causa della scomparsa di Tupac il progetto rimase bloccato indefinitamente e non poté essere pubblicato nella sua interezza originale.
Agli inizi dell'anno 2000 tuttavia si sparse la voce riguardo alla produzione di quest'album e due delle canzoni presenti, Military Minds e Tatoo Tearz, furono ufficialmente pubblicate.
In seguito nel 2009 alcuni membri che avevano preso parte al progetto decisero di commercializzarne una parte pubblicando una raccolta contenente 18 tracce ma il progetto venne inizialmente bloccato e successivamente venne pubblicato nel 2010 solo in Australia sotto l'etichetta Xelon Entertainment in modo parzialmente non ufficiale. Questa raccolta include 18 tracce di cui tuttavia alcune non appartengono allo stesso periodo delle registrazioni per l'album originale ma ad un periodo precedente. Inoltre gran parte delle registrazioni appartengono alle fasi di pre-mix pertanto non sono identiche al prodotto finale originale.

## Tracce originali della versione del 1996
Disc 01: "East"
1. Set It Off [One Nation] (ft. Boot Camp Clik)
2. Let's Fighit [Jawz Tight] (ft. Boot Camp Clik & Outlawz)
3. Military Minds (ft. Boot Camp Clik)
4. Brothaz N Armz (ft. Buckshot)
5. Initiated [Thug Pound] (ft. Thug Pound)
6. Secretz Of War (ft. Outlawz)
7. Warriorz (ft. Boot Camp Clik)
8. Basket Case (ft. Boot Camp Clik)
9. We Rock The Hip Hop (ft. Boot Camp Clik)
10. My Own Style (ft. Boot Camp Clik)
11. Trump Tight (ft. Boot Camp Clik)
12. World Wide Dime Piece (ft. Boot Camp Clik & Snoop Dogg)
13. Wherever U R (ft. Big Daddy Kane)
14. Thug Nigga (ft. Greg Nice, LS & Asu)
15. How Many Shots Will It Take (ft. Melle Mel & Scorpio)

Disc 02: "West"
1. The Struggle Continues (ft. Outlawz)
2. Tatoo Tearz (ft. Outlawz)
3. Fortune & Fame (ft. Outlawz, Spice 1 & Kokane)
4. Watcha Gonna Do (ft. Storm)
5. Only Move 4 The Money (ft. Tha Dogg Pound)
6. M.O.B. (Original Version) (ft. Outlawz)
7. Untouchables (ft. Bad Azz & Snoop Dogg)
8. Just Watchin' (ft. LBC Crew & Snoop Dogg)
9. U Don't Have To Worry (ft. Outlawz & Storm)
10. Never Call U Bitch Again (ft. Danny Boy & Jewell)
11. Thug Luv (ft. Bone Thugs-n-Harmony) (Original)
12. 6 Or 12 (ft. Outlawz)
13. Troublesome '96
14. Last Ones Left (ft. Outlawz)
15. Reincarnation (Original Version) (ft. Outlawz)

## Tracce della versione del 2010
1. Let's Fight (Jawz Tight) (ft. Boot Camp Clik & Outlawz)
2. Tatoo Tearz (ft. Outlawz)
3. My Own Style (Ya Own Style) (ft. Boot Camp Clik)
4. Secretz Of War (ft. Boot Camp Clik & Outlawz)
5. Where Ever U R (ft. Big Daddy Kane)
6. House Of Pain (ft. Stretch & The Notorious B.I.G.)
7. The Struggle Continuez (ft. Outlawz)
8. Brothaz At Arms (ft. Boot Camp Clik)
9. World Wide Dime Piece (ft. Boot Camp Clik)
10. Military Minds (ft. Boot Camp Clik)
11. Thug Nigga (Trump Tight) (ft. Boot Camp Clik)
12. Just Watchin' (ft. Snoop Dogg)
13. Immortal (ft. Outlawz)
14. How Do You Want It (Outlawz Version)
15. Where Will I Be (ft. Outlawz)
16. Thug Pound (Initiated) (ft. Boot Camp Clik, Daz Dillinger & Outlawz)
17. The Money (Only Move 4 The Money) (ft. Outlawz)
18. Boot Camp Clik Interview (Outro)